# 瓦尔豪森 (萨克森-安哈尔特州)
瓦尔豪森（德語：Wallhausen，發音：[ˈvalˌhaʊzn̩]）是德国萨克森-安哈尔特州曼斯费尔德-南哈茨县的市镇，总面积35.34平方千米，2023年12月31日总人口为2,371人。